# Vrouwenstreken
Vrouwenstreken is een volksverhaal uit Marokko.

## Het verhaal
Een jongeman denkt alles over vrouwen en hun listen te weten en gaat elke dag met zijn ezel naar de vestingmuur van het paleis. Hij zit in de schaduw van de vijgeboom en leest boeken. Hij ziet een gezelschapsdame van de prinses en ze vraagt waarom de jongeman zoveel leest. Hij vertelt dat de boeken hem leren om niet bedrogen te worden door vrouwen. De gezelschapsdame besluit zich voor te doen als de prinses, die mismaakt is. Ze vertelt door haar vader opgesloten te zijn in het paleis. Als ze trouwt, mag ze buiten de muren komen.
Het meisje waarschuwt dat de sultan haar zal beschrijven als doof, stom, blind, verlamd en mismaakt. De jongeman kleedt zich om en gaat naar de sultan. Hij vraagt de hand van de dochter en hoort dat zij doof, stom, blind, verlamd en mismaakt is sinds haar geboorte. De jongen krijgt een prinselijk gewaad en de bruiloft wordt met volksfeesten gevierd. Tijdens de huwelijksnacht ziet de jongeman de dochter van de sultan en hij voelt zich gekrenkt. Hij wil van zijn vrouw afkomen en gaat elke dag met zijn ezel naar de vijgenboom.
De gezelschapsdame roept hem op een avond en vraagt of de jongeman haar nog herkent. Hij zegt dat hij het meisje dat misbruik van zijn vertrouwen heeft gemaakt nog herkent en ze zegt dat niet alles uit boeken kan worden geleerd. Hij zegt dat hij nu ervaring heeft opgedaan en niet meer bedrogen kan worden. Het meisje vindt hem verwaand en haar medelijden verdwijnt. Ze zegt spijt te hebben van haar daad en zegt een manier te weten om van de dochter van de sultan af te komen. De volgende dag moet de prinses ongesluierd op een ezel door de kasba gereden worden. Voor elke deur moet hij om een aalmoes smeken en de sultan zal dan beledigd zijn en een scheiding eisen.
De jongeman doet wat het meisje heeft gezegd en de sultan hoort al snel wat er aan de hand is. De sultan wordt woedend en laat de man die zijn dochter onteert bij zich komen. De sultan wil zijn dochter terug, maar de jongeman weigert in naam van de godsdienst en weerstaat dreigementen. De sultan biedt geld en de jongen accepteert dit, hij gaat weer naar de vijgenboom. De gezelschapsdame zegt dat ze de man op wie je kan vertrouwen herkent en vraagt haar deel. Ze laat aan een touw een weegschaal zakken en deze moet in balans gebracht worden met het goud. Het meisje trekt de weegschaal omhoog en de jongen is al het goud kwijt. Het meisje vertelt dan nog dat hij niet een hoge prijs heeft betaald voor de wijze les.